# 1829 în literatură
Anul 1829 în literatură a implicat o serie de evenimente și cărți noi semnificative.  